# Oscar Stern
Oscar Stern, född 11 augusti 1882 i Stockholm, död där 17 september 1961, var en svensk företagare och konstsamlare.
Oscar Stern var son till VD:n i Myrstedt & Stern AB Emil Stern. Efter mogenhetsexamen i Stockholm 1900 studerade han elektroteknik vid Tekniska högskolan 1901–1904 samt i Tyskland, där han blev diplomingenjör i Karlsruhe 1906 och doktoringenjör 1910. Han var anställd vid Société Anonyme Westinghause i Le Havre 1906–1908, Siemens-Schuckertwerke i Berlin 1910–1912 och ASEA i Västerås 1912–1922. Åren 1922–1947 var han direktör i AB Stern & Stern i Stockholm som sålde radioapparater. Senare hade han konsulterande verksamhet. Stern var en framstående konstsamlare. Han inriktade sig först på holländskt 1600-talsmåleri och fransk impressionism men koncentrerade sig senare helt på 1900-talskonst. Inom den radikala pariserskolan gav hans samling en allsidig, i Sverige unik bild med verk av Pierre Bonnard, Raoul Dufy, Georges Rouault, André Derain, Georges Braque, Pablo Picasso, Juan Gris, Amedeo Modigliani, Marc Chagall med flera. Bland de svenska konstnärerna intresserade sig Stern särskilt för Ragnar Sandberg. Oscar Stern är begravd på Norra begravningsplatsen utanför Stockholm.